# 40e brigade d'infanterie (Empire allemand)
Pour les articles homonymes, voir 40e brigade.
La 40e brigade d'infanterie est une grande unité de l'armée brunswickoise (de), intégrée à l' armée prussienne en 1867 par la Constitution de la confédération de l'Allemagne du Nord .

## Histoire
Même avant la fin de la guerre austro-prussienne, pendant laquelle le duché de Brunswick est du côté de la Prusse, le 40e brigade d'infanterie est créée le 11 octobre 1866 en tant que contingent des troupes de la Confédération de l'Allemagne du Nord et est basée à Brunswick jusqu'à sa dissolution en 1919. De 1867 jusqu'à la fin de la guerre en 1918, elle fait partie de la  20e division d'infanterie, qui est affectée au 10e corps d'armée

### Unités subordonnées
- 1867
  - 57e régiment d'infanterie
  - 76e régiment d'infanterie
  - 4 bataillons du contingent fédéral
  - bataillon de Landwehr de Celle

- 1868-1869
- 17e régiment d'infanterie
- 77e régiment de Landwehr
- 92e régiment d'infanterie (de)
- 92e régiment de Landwehr

- 1871-1889
  - 67e régiment d'infanterie
  - 77e régiment d'infanterie (de)
  - 77e régiment de Landwehr
  - 92e régiment de Landwehr

- 1890-1914
  - 77e régiment d'infanterie (de)
  - 92e régiment d'infanterie (de)

### Unités subordonnées de guerre le 2 août 1914
77e régiment d'infanterie (de), 92e régiment d'infanterie (de), état-major et 3e escadron du 17e régiment de hussards

### Division de guerre le 20 mars 1918
77e régiment d'infanterie (de), 79e régiment d'infanterie (de), 92e régiment d'infanterie (de), 32e détachement de tireurs d'élite de mitrailleuses, 5e escadron du 17e régiment de hussards

### Guerre franco-prussienne
Dans la guerre franco-prussienne de 1870/1871, le 40e brigade d'infanterie est déployée sous le commandement de Karl von Diringshofen.

### Première Guerre mondiale
De 1867 jusqu'à la fin de la guerre en 1918, elle fait partie de la 20e division d'infanterie, qui est affectée au 10e corps d'armée. Avec la mobilisation du 2 août 1914, la brigade doit créer le bataillon de remplacement de la 40e brigade d'infanterie

### Commandants de la brigade
| Nom                                | Date                                  |
| ---------------------------------- | ------------------------------------- |
| Louis von Beeren (de)              | 30 octobre 1866 au 13 juillet 1870    |
| Karl von Diringshofen              | 14 juillet 1870 au 2 décembre 1873    |
| Barnim von Zeuner                  | 3 décembre 1873 au 21 mars 1880       |
| Rudolf von Oppeln-Bronikowski      | 22 mars 1880 au 29 août 1882          |
| Richard von Hilgers (de)           | 30 août 1882 au 31 mai 1885           |
| Ludwig von Sobbe (de)              | 1er juin 1885 au 9 août 1888          |
| Gustav von der Lancken (de)        | 10 août 1888 au 15 février 1889       |
| Eugen von Vahlkampf (de)           | 16 février 1889 au 17 octobre 1891    |
| Florens von Heydwolff (de)         | 18 octobre 1891 au 24 mars 1893       |
| Viktor von Usedom (de)             | 25 mars 1893 au 26 janvier 1897       |
| Hans Bauer von Bauern              | 27 janvier 1897 au 2 juillet 1899     |
| Karl von Ramdohr (de)              | 3 juillet 1899 au 6 juillet 1901      |
| Arthur von Ferno                   | 7 juillet 1901 au 3 mai 1903          |
| Kurt von Pritzelwitz               | 4 mai 1903 au 30 septembre 1907       |
| Paul von Gregory                   | 1er octobre 1907 au 19 mars 1911      |
| Ernst von Einem (de)               | 20 mars 1911 au 9 août 1913           |
| Arthur von Lindequist              | 10 août 1913 au 15 septembre 1914     |
| Ferdinand von Stockhausen (de)     | 16 septembre 1914 au 13 novembre 1914 |
| Max Joachim Heinrich von Hake (de) | 14 novembre 1914 au 9 août 1915       |
| Arthur von Lüttwitz                | 10 août 1915                          |
| Karl von Lewinski                  | 11 août 1915 au 25 mai 1916           |
| Konrad von Moltke (de)             | 26 mai 1916 au 8 novembre 1916        |
| Hans von Hammerstein-Gesmold (de)  | 9 novembre 1916 au 4 janvier 1917     |
| Hans Eggerß                        | 5 janvier 1917 au 7 février 1919      |
| Erich von Warburg                  | 8 février 1919 au 24 juin 1919        |